# Michael Glenn Mullen
Michael Glenn Mullen, ameriški admiral, * 4. oktober 1946. 
Admiral Mullen je bil načelnik Združenega štaba oboroženih sil ZDA med leti 2007 in 2011.